# Scarabaeus bohemani
Scarabaeus bohemani là một loài bọ cánh cứng trong họ Bọ hung (Scarabaeidae).